# Untertauern
Untertauern är en ort och kommun i Österrike. Den ligger i distriktet Sankt Johann im Pongau i förbundslandet Salzburg, 240 km väster om huvudstaden Wien. 
Kommunen består av två orter/ortsdelar (Ortschaften) (inom parentes invånarantal 1 januari 2024):
- Untertauern (269)
- Obertauern (192)